# Afindustrialisering
Afindustrialisering (af latin industria, virksomhed, foretagsomhed) er en proces der modsat industrialisering beskriver, overgangen fra et samfund, hvor størstedelen af befolkningen er beskæftiget med sekundære erhverv (bearbejdning af råvarer) omdannes til et samfund, hvor størstedelen er beskæftiget med tertiære erhverv (tjenester og service).
Afindustrialisering finder sted i Europa og Nordamerika som følge af globaliseringen, hvor industriarbejdspladser outsources til primært Asien. Årsagen er det stigende internationale konkurrence på løn, transport og kapital og kan resultere i global magtforskydning mellem Vesten og Asien. 
Processen kan opgøres enten gennem beskæftigelsen, andelen af et lands samlede produktion (BNP), eksporten (handelsbalancen) eller investeringsandelen. 
I Danmark har beskæftigelsesminister Mette Frederiksen (S) forsøgt at sætte fokus på problemstillingen med kronikken Made in Denmark og en efterfølgende konference på Christiansborg.